# 情報
情報（じょうほう、英語: information、ラテン語: informatio）とは
1. あるものごとの内容や事情についての知らせ[1]のこと。
2. 文字・数字などの記号やシンボルの媒体によって伝達され、受け手において、状況に対する知識をもたらしたり、適切な判断を助けたりするもの[1]のこと。
3. 生体が働くために用いられている指令や信号[1]のこと。
4. （情報理論（通信理論）での用法）価値判断を除いて、量的な存在として捉えたそれ

## 概説
情報とは何かという問いに、ただひとつの答えを与えることは困難である。
対応する英語の "information" は、informの名詞形であり、（心において）form（形）を与える、といった意味があり、語源としてはラテン語のinformationem（＝心・精神に形を与える）、さらに語源を遡れば、ギリシャ語のeidosという語にも遡り、プラトンによるideaイデア論における用法にも遡ることができる。
情報という用語は、informationは歴史的に見ると哲学的な意味を継承している。が、近代では、1の意味の、事象、事物、過程、事実などの対象について知りえたこと、つまり「知らせ」の意味で広く使われてきた。20世紀、1940年代までの日常言語では、情報が諜報と近い意味と見なされ、なんらかの価値あることを知ったとき「情報を得た」といったように用いていた。《価値》と結びつけられたものを《情報》としていたわけである。
1の意味での情報は「情報を交換する」「情報を流す」「情報が漏れる」「極秘情報」などのように用いられている。
2の意味の情報は、「情報時代」「情報社会」のように用いられている。
3の意味での情報は、生体の神経系のそれや、内分泌系のホルモン情報などの生体シグナルの他にも、遺伝子に保持されているそれ、あるいは生命が生きる過程で遺伝子や細胞内に新たに書き加えられたり書きかえられたりするそれで、他にも環境中の光や音、生命に影響を与えうるあらゆるものを「情報」とみなすことができる。
情報という概念は、生命、心、知識、意味、パターン、知覚、知識表現、教育、通信、コミュニケーション、制御、等々の概念と密接に関連しているのである。
以上のように混沌とした語られかたをするものではあるがまた一方で、情報理論に依って、意味との対応付けを完全に外部化し、シンボルを並べた列であり情報量として量られるものが情報である。と、捨象してしまう考え方もまたある。これは、たとえるならば、自動車エンジンについて技術的工学的な進歩があった結果、科学的理論的にエントロピーなどといった形に理論的抽象的に整理され、逆にその理論の側から技術的工学的な側にアプローチがされるようになったものと似ている、と言えるかもしれない。しかし、「通信技術、コンピュータ、自動制御装置等々が開発されたことによって、この意味での《情報》という概念が新たに形成されたのである」などといった記述が見られることもあるようだが、『通信の数学的理論』が書かれたのは1940年代後半であり、通信こそ発展していたが「コンピュータ、自動制御装置等々が開発」よりも前のことで（最初期のコンピュータは誕生していたが、情報理論の誕生を促すような直接の関連があったとは言いにくい）、少なくとも科学史的にはそのような記述は何かを誤解しているものと思われる。

## 日本語の単語の「情報」
日本語の「情報」は1876年（明治9年）に出版された『佛國歩兵陣中要務實地演習軌典』において、仏語 renseignement （案内、情報）の訳語として「敵情を報知する」意味で用いられたのが最初である。英語intelligenceの意味での「情報」の語の使用は、外務省国際情報統括官組織や防衛省情報本部などの情報機関に、現在でも見られる。
informationの訳としては、19世紀にはまだ情報という語をあてることはされていない。たとえば、1879年（明治12年）刊『民情一新』で、福澤諭吉はinformationの社会的影響について論じたが、当時、日本語に対応する訳語が存在せず「インフォルメーション」（59ページ最終行）と仮名書きしている。
ただしこの間ずっと、intelligenceの意味でしか使われていなかった、とする主張は事実誤認とみてよい。実際により広い意味で「情報」の語が使われている例もあり、たとえば1940年（昭和15年）発足の組織の名前「情報局」（いわゆる内閣情報局）がある。また、太平洋戦争以前に現在とほぼ同様の感覚で「情報」の語が使われているのを、たとえば海野十三の作品中などに見ることができる。
情報を "information" の訳語として採用したのは、1921年（大正10年）の『大英和辞典』が初出とされる。ただしその後も訳語は安定せず、クロード・シャノンの情報理論も当初はそのように呼ばれておらず、"information" は「インフォーメーション」とされていた。1952年の高橋秀俊による記事「Information Theory」に「譯して情報とか牒報などといつておりますが」という記述がある一方で、1964年の英和辞典においてもinformationに情報という訳語を当てていないものが存在する。
詳細については、情報処理学会創立45周年記念として、同学会の学会誌『情報処理』に寄稿・掲載された、「情報という言葉を尋ねて」(1)～(3)によいまとめがある。

## 生命と情報

### 多様な意味
冒頭に説明したように、生命に関わる情報としては、神経系のそれや、内分泌系のホルモン情報（身体の中で細胞同士が、神経システムを用いずに、微量物質によっておこなっている、直にやりとりしているそれ）、遺伝子に保持されているそれ、あるいは生命が生きる過程で遺伝子や細胞内に新たに書き加えられたり書きかえられたりするそれが挙げられる。他にも環境中の光や音、生命に影響を与えうるあらゆるものを「情報」とみなすことができる。DNAやRNAが持っている情報をリボソームなどが翻訳し、タンパク質が合成される。ある生物が持つ遺伝情報の総体はゲノムと呼ばれ、遺伝子等を含む。
脳の中で発生する意識も、脳器官ごとの情報処理が統合されて発生しているものだと考えられている。(意識に相関する脳活動)(統合情報理論)

### 感覚器への入力だけとする限定的解釈
一部の人は「情報は、生物や有機的システムへの入力」と限定的に解釈する場合がある。さらにDusenberyは入力を2つに分類して考えた。ある種の入力はその生物（例えば、食物）やシステム（例えば、エネルギー）が機能を維持するのに重要な役割を果たす。Dusenberyは著書Sensory Ecology（1992）の中でそのような入力を「原因入力 (causal input)」 と称した。他の入力（情報）は原因入力との関連性においてのみ重要であり、将来、いつどこで原因入力が得られるのかを予測する役に立つ。一部の情報は他の情報との関連において重要だが、最終的には原因入力との関連がなければ意味がない、という。実際、情報は通常 弱い刺激として何らかの感覚システムで検出され、エネルギー入力によって増幅されてから生物や装置にとって意味のあるものになる。例えば、植物にとって光は原因入力であることが多いが、動物にとっても情報を提供する。花の反射する特定の色の光は光合成を行うには弱すぎるが、ミツバチの視覚はその光を検出し、蜜や花粉という原因入力を見つけるのに使う。植物側から見れば、そのような情報を発信することでミツバチを引き寄せ、受粉を手伝わせるという意味がある。

## 情報と判断や意識の有無

### 一般システム理論の見解
1945年に提唱された「一般システム理論」は、その後、科学的・工学的な部分はシステム科学やシステム工学として広く発展し発展的解消のようになったため、以下は専ら哲学的な議論であるが、情報を「なんらかの「パターン」」だと「見なす」。パターンが別のパターンの生成・変換に影響を与える、と見なす。一般システム理論という考え方では、パターンを知覚する意識は理論に含まれておらず、パターンを評価する必要もない、と考える。例えばDNAについて見てみると、ヌクレオチドの配列は有機体の形成や発育に影響を与える。一般システム理論における《情報》はこうした用法で用いられており、意識がなくとも情報は存在する、として、システム内を（フィードバックによって）循環するパターンを情報と呼ぶことができる、と考える。

### 人の場合の実際
「情報」と「知識」の複雑な定義は意味的・論理的な分析が難しいが、情報から知識への変換の条件は重要なポイントであり、特にナレッジマネジメントにおいて重要である。知的労働者が調査し判断を下すとき、次のような過程を経る。
- 効率的に価値と意味を引き出すために情報を吟味する。
- 可能ならばメタデータを参照する。
- 考えられる多くの文脈の中から、適切な文脈を確立する。
- その情報から新たな知識を引き出す。
- 得られた知識から、何らかの意思決定または推奨を行う。

Stewart (2001) は、情報から知識への変換が現代の企業にとって価値創造と競争力の中核であり最も重要なものだ、とした。
マーシャル・マクルーハンはメディアとその文化的影響について、様々な人工物の構造を参照し、それらが人類の行動や思考様式を形成しているとした。また、そういう意味でフェロモンも「情報」だと言われることが多い。

## 生態学的情報
環境中で個体が活動するという生態学的事実を、情報概念によって捉える向きもある。
1950年代に米国の心理学者J.J.ギブソンは《刺激情報》《アフォーダンス》という概念を提唱した。情報は人間とは別にいわば“環境”の側に存在し、そこに意味や価値 (アフォーダンス) が存在することを知覚者に知らせる、という考え方であり、《情報》の概念を理解するには《環境》と《人間》の関係を考慮することが重要であるという面から把握されたのである。
物事の関係性を記述している文書、またはその状態も情報である。

## 物理と情報と宇宙
マクスウェルの悪魔という1867年ごろに考案され、20世紀にも議論が行われた思考実験に、情報が関わっている。この実験では、情報とエントロピーの直接的関係が示されている。この思考実験は長らく難問として議論の的となっていたが、1980年代に、系のエントロピーを増大させずに情報を破壊することはできない、との見解に達した。エントロピーの増大とは、一般的には熱の発生を意味する。この考え方を論理回路に適用すると、ANDゲートが発生する熱エネルギーの理論的最小値はNOTゲートのそれよりも大きいということになる（ANDゲートは2ビットを入力として1ビットを出力するため、情報が破壊されているが、NOTゲートでは単に反転させるだけで情報が破壊されていないため）。こういった理論は量子コンピュータとも関連する（可逆計算）。
量子もつれ現象によって、2つの粒子が分離して参照されていない状態で、ある種の、光速を超えて「情報」がもたらされる、ように見える現象がある（「相互作用」ではない）。2つの粒子が離れ、一方の粒子が観測されて量子状態が決定されたとすると、自動的に他方の粒子の量子状態も決定される（ベルの不等式の破れ）。
しかし、これを利用して情報を間接的であっても光速を越えて伝達することはできない。アリスとボブが離れた場所に居るものとし、互いにもつれの状態にある量子がそれぞれの手元にあるものとする。アリスがその量子を観測することで、ボブの手元にある量子についての情報も、アリスは得ることができる。しかしその情報にもとづいてボブが手元の量子に何かをするためには、何らかの（古典的な）方法でアリスからその情報を送ってもらう以外に手段は無い。まとめると、観測によって、何か「光速を越えた情報の伝達」のようなことが起きるわけではない。
なお、極端な（しかし検証可能性の無い）仮説としては、我々の宇宙・物理世界が情報処理的な「シミュレーション」である、といったようなものもある（デジタル物理学）。
量子重力理論を実現すると期待されている超弦理論は、ブラックホール熱力学の解析で生まれたホログラフィック原理と関連し、その原理は「全宇宙が宇宙の地平面上に描かれた2次元の情報構造と見なせる」という。
また2000年代に入ってからは、量子情報から時空間が創発するという理論的な仮説が立ち上がっている。「実はこの宇宙も我々もすべて（情報的な存在で）シミュレーターの中の架空の存在なのかも知れない」とも考えられるようになってきている。

## 情報理論と数学

"Wikipedia" という語のASCIIコードを二進法で表現したもの。二進法は情報のエレクトロニクス化において、ほとんどの場面で使われている。

情報の量的側面（情報量）については、アンドレイ・コルモゴロフらによる確率論の確立といった背景もあるわけであるが、1948年にクロード・シャノンによって形式化され、こんにちでは「情報理論」と呼ばれている。シャノンの情報理論ではその事柄の起こる確率を元に情報量を定義した。たとえば、天気に「晴れ」「曇り」「雨」「雪」の4つの選択肢があり、いずれの確率も同じ場合は、「晴れ」であることがわかれば、{\displaystyle \log _{2}4\,} = 2ビットの情報が得られたことになる、と考えるわけである。
一方でシャノンの情報理論では「情報」から主観的価値的な側面が捨てられてしまっており、すでに「情報」という言葉の日常的な用法とは合致しないが、それとは別のひとつの用法を示している。しかし、そもそも情報の「価値」とはなんなのか、という議論を追加する必要がある。前述の4種類の天候が、それが天気予報としての情報ならば、情報理論では全体における確率が高いものほど情報量が少なく、確率が低いものほど情報量が多いとして扱う。例えばそれが、沖縄県や静岡県の平野部の天気についてであった場合は、「雪」である可能性は極めて低いため、「雪」の場合の情報量は多い、ということになる。これは日常的な感覚にも合致しているし、可逆データ圧縮の原理として日常的に応用されてもいる。

### 情報通信
情報理論の背景には「情報通信」がある（シャノンの論文のタイトルは「通信の数学的理論」であった）。

## 情報科学・情報工学
情報という言葉が現在のように多義的に用いられるようになったのは1940年代以降の通信工学、制御工学、コンピュータ科学等の発展に負うところが大きい。
様々な分野での情報にかかわる科学的研究の結果として、情報を科学的方法論によって扱う情報科学が次第に形づくられてきたのである。
自然科学においては、物質については物質科学によって、エネルギーについてはエネルギー科学によって、科学の領域で作り出された物理法則に還元して説明できるとしばしば信じられているが、《情報》というのはそうした物質科学やエネルギー科学で扱えるものとは別の存在として（物理法則では扱えない存在として）、情報科学という別の科学で扱うべき存在とされるようになった。意味と関連のある《情報》という存在を扱う情報科学は20世紀最大の知的遺産のひとつであるとも考えられている。
情報という実体のないものを、幾何学としてとらえる「情報幾何学」と呼ばれる学問が甘利俊一によって提案されている。この学問は統計物理学や人工知能といった分野に応用可能である。

## 工業規格上の定義
情報処理用語の工業規格としては、国際規格 ISO/IEC 2382-1 およびそれと一致している日本工業規格 JIS X 0001（情報処理用語―基本用語）において、「情報」の用語定義は "Knowledge concerning objects, such as facts, events, things, processes, or ideas, including concepts, that within a certain context has a particular meaning." つまり「事実、事象、事物、過程、着想などの対象物に関して知り得たことであって、概念を含み、一定の文脈中で特定の意味をもつもの」とされている。

## 法における情報の定義
法学博士白田秀彰の調査・研究によると、日本における法律・判例上における「情報」の意味はおおむね次の傾向があるとされる。
- 法律においては、おおむね電子計算機上の「データ」と同義で用いられる。
- 行政事件の判例においては、電子計算機・書類など媒体にかかわらず、記録一般を指し示す上位概念として使用されている。
- 民事事件の判例においては、「記録一般」に限らず、幅広く「知らせ」や「知識」の総体を指し示す上位概念として使用されるが、社会一般における「情報」という単語の曖昧性にひきづられるように、曖昧・平易に用いられる傾向にある。

## 経済財としての情報
経済財としての情報には、以下のような性質がある。
- 複製が容易である‥‥‥通常の財は、もう一つ作ろうとすれば、自動車をもう1台作る場合のように、それなりの部品や作業が必要であるが、情報の場合は複製が容易である。
- 取引は不可逆である‥‥‥通常の財は、いったん取引しても、元の状態に戻すことは不可能ではないが、情報の場合は、いったん引き渡せば、覚えるなどの方法により、元の状態に戻せない場合が多い。
- 情報の価値は、他の多くの人が知っているかどうかによって変わる‥‥‥多くの人が知っている情報は価値が小さく、誰も知らない情報は価値が大きいことが多い。
- 情報は、分割困難なことが多い‥‥‥データ的な情報は、分割可能であるが、アイデアの核心のような情報は、分割困難である。
- 情報の生産は不確実であることが多い‥‥‥温度記録など、データ的な情報は、確実に生産されるが、発明や発見は、不確実にしか行われない。
- 情報の消費には不確実性がある‥‥‥本や映画のように、情報は購入して内容を知るまで、その価値が正確には分からない。

情報の経済的価値は大きく、情報を社会に広く伝達するマスコミュニケーションを業務とするマスメディアは巨大な資本を持つ一大産業となっている。様々なルートで取得された情報は人々にとって今後どのような行動を取るべきかの指針となる。また情報は流通させることでより大きな経済的価値を生む一方で、悪用したり虚偽の情報を流した場合は多大な損害を生むため、管理や廃棄に関しては厳密さが必要となる。特に各個人を識別できる住所や生年月日、氏名や顔写真などは個人情報と呼ばれ、プライバシー保護の観点から厳重な保護が必要となり、各国で保護法が制定されている。日本においても、2005年4月に個人情報保護法が施行された。
社会における情報の量および重要性は増大の一方であり、採取社会・農業社会・産業社会に次ぐ社会発展段階として情報社会を置く考え方も1960年代以降広く提唱されている。情報を活用して問題を解決する能力は情報活用能力と呼ばれ、また方法を適切な手段で取得し、得られた情報を適切に取捨選択して解釈し活用することは情報リテラシーと呼ばれて、いずれも重視される。

## 記録としての情報
記録は情報の特化した形態の1つである。記録とは、経済活動や取引の副産物として生み出され、その価値が認められて保持されている情報である。その主たる価値とは、その組織の活動の証拠としての価値だが、情報としての価値から保持されることもある。記録管理は記録の完全性を保証し、それらを必要なだけ長期間に渡って保持することを目的とする。
記録管理における国際標準として ISO 15489 がある。その中では記録を「組織または個人が法律上の義務に従って、または業務上の取引において、証拠として作成し、受け取り、維持する情報」と定義している。International Committee on Archives (ICA) は電子的記録に関する国際組織であり、記録を「何らかの活動の開始・遂行・完了の各段階において生成・収集・受信された特定の記録情報であり、十分な内容と構造を有していて、その活動の証拠となるもの」と定義している。

## 情報と記号学
Beynon-Daviesは、記号および信号-記号系における情報の多面的概念を提唱した。記号自体は記号学における4つの相互依存したレベル、層、分野、すなわち語用論・意味論・統語論・Empiricsにおいて考慮される。これらの4つの層は、社会と物理世界や技術世界を接続する役目を担っている。
語用論は、通信やコミュニケーションの目的を扱う。語用論は、記号の発行と記号が使われる文脈とを接続するものである。語用論が注目するのは、コミュニケーションを行おうとする者の意図である。言い換えれば、語用論は言語と行為を結びつける。
意味論は、コミュニケーション行為によって伝達されるメッセージの意味を扱う。意味論はコミュニケーションの内容を考察する。意味論は記号の意味を研究するもので、記号と行為の関係を研究するものである。意味論は記号とそれが指す概念や指示物の関係、特に記号と人間の行為の関係を研究するものである。
統語論はメッセージを表現する際に使われる形式を扱う。統語論はコミュニケーションにおける記号体系の論理や文法を研究する分野である。統語論は記号や記号体系の内容よりも形式を研究する分野である。
Empiricsはメッセージを伝達する信号、通信媒体の物理特性についての研究である。Empiricsは通信路とその属性（例えば、音、光、電子など）を研究する分野である。
Nielsen (2008)では、辞書における記号学と情報の関係を論じている。そこで提唱された lexicographic information cost という概念は、辞書を使う際に目的の項目を見つけるのにかかるコストと、その項目に書かれている内容を理解して情報を生成するのにかかるコストを指すものである。

Shu-Kun Lin は新たに情報を「データ圧縮後のデータ全体」と定義した。